# Дімітріс Салпінгідіс
Дімітріс Салпінгідіс (грец. Δημήτρης Σαλπιγγίδης, 18 серпня 1981, Салоніки, Греція) — колишній грецький футболіст, нападник. На Чемпіонаті світу 2010 року став автором першого голу за історію збірної Греції на світових першостях.

## Спортивна кар'єра

### Клубна
Дімітріс Салпінгідіс почав футбольну кар'єру 1999 року у складі ПАОКа, за який вболівав з дитинства. Того ж року для розкриття потенціалу і набуття досвіду, Дімітріс Салпігідіс переданий клубом на правах оренди в команду «Лариса» (за яку зіграв всього 7 матчів), а пізніше в 2000 році також на правах оренди перейшов в клуб «Кавала» з однойменного грецького міста. У 2002 році повернувся до ПАОКа, в якому грав до 2006 року, забивши 55 м'ячів. Став в останньому для себе сезоні у складі цього клубу найкращим бомбардиром чемпіонату Греції. 2004 року брав участь в Літніх Олімпійських іграх в Афінах.
16 серпня 2006 перейшов у «Панатінаїкос», а ПАОК за його трансфер отримав 1,8 млн євро і додатково трьох гравців — Шандора Торгелле, Атанассіоса Цигаса і Константіноса Іамбідіс, у результаті загальна сума операції оцінюється в 5 млн євро. Вже через 4 дні після переходу 20 серпня у першому ж матчі в складі «Панатінаїкоса» здійснив хет-трик, забивши три м'ячі у ворота клубу «Егалео». 2008 року визнаний гравцем року в Греції.
У 2010 році став гравцем ПАОКа, у складі якого і завершив професійну кар'єру влітку 2015 року.

### Збірна
За національну футбольну збірну Греції грає з 2005 року. Учасник чемпіонату Європи 2008 року. У листопаді 2009 року Салпінгідіс забив єдиний гол у два стикових матчах зі збірною України за право виходу на чемпіонат світу-2010 у ПАР (0-0 в Афінах і 1-0 у Донецьку), завдяки чому збірна Греції вдруге у своїй історії пробилася на чемпіонат світу. Цей м'яч став лише 3-м для форварда в 33 матчах за збірну. Забив перший гол збірної Греції на чемпіонатах світу з футболу. Учасник Чемпіонату світу 2010 року в ПАР, на якому забив перший гол за історію збірної на світових першостях.
2012 року заявлений до основного складу на чемпіонат Європи з футболу 2012. У першому матчі Євро 2012 проти збірної Польщі вийшов на поле лише у другому таймі і вже на 51 хвилині матчу забив гол. Після цього ще двічі мав нагоду забити гол: перший раз його спинив голкіпер Войцех Щенсний, за що отримав червону картку, та на 69 хвилині, однак суддя зафіксував положення поза грою.

## Досягнення
- Володар Кубка Греції (2):

ПАОК: 2002–03
«Панатінаїкос»:  2009–10
- Чемпіон Греції (1):

«Панатінаїкос»: 2009–10
- Найкращий бомбардир чемпіонату Греції (1):

ПАОК: 2005–06
- Футболіст року у Греції: 2007/08 , 2008/09